# 徐少麟
徐少麟（1993年7月30日—），台灣男藝人。編舞類舞者，2018年參與大陸優酷街舞真人秀節目《這！就是街舞》。

## 經歷
徐少麟因從小就視羅志祥為偶像，2010年上過羅志祥的節目《娛樂百分百》模仿他，因模仿羅志祥意外踏上習舞之路，苦跳10年終於闖出名堂。早期以Krump和Hip-Hop起家，再接觸Urban後開始努力鑽研更多元的技巧，如Foot work、Lyrical、Jazz、Poppin、Swag等不同舞風將其結合，使自己的排舞更為豐富。

## 作品

### 電視劇
| 年份 | 電視台     | 劇名            | 角色   |
| ---- | ---------- | --------------- | ------ |
| 2014 | 公共電視台 | 人生劇場-檸檬   | 張慶餘 |
| 2014 | 三立都會台 | 勇士們 (電視劇) | 張廉靜 |

### 廣告
- 大番薯遊戲網廣告

- 思樂冰廣告<開學慶升旗篇>

- 日本高機能眼寶廣告

- 家樂福廣告<開學篇>

- bb寬頻廣告

- 元祖籠粽廣告

### 綜藝節目
- 娛樂百分百
- 歡樂幸運星
- 消費估估樂
- 小巨蛋超級巨星紅白藝能大賞-羅志祥專屬舞者
- 小氣大財神-周定緯專屬舞者
- 天團星計畫-管煜正、翁振傑-專屬舞者

### 其他演出經歷
- 中國杭州H-linx夜場- 表演舞者

- JR紀言愷- 個人演唱會-專屬舞者

- GTM - 新北耶誕城- 專屬舞者

- 畢書盡- 台中MTV最強音- 專屬舞者

- GTM - 台北市、花蓮市跨年晚會- 專屬舞者

- TITAN泰坦《晃》MV - 專屬舞者

- TITAN泰坦西門簽唱會- 專屬舞者

- 五月天- 小巨蛋Hito Music 流行音樂獎- 專屬舞者

- 周湯豪- 小巨蛋Hito Music 流行音樂獎- 專屬舞者

- 周湯豪- 伊林璀璨之星選秀– 專屬舞者

- 羅志祥- 河南超級巨星演唱會-專屬舞者

- Junho - 新光盃決賽韓國評審– 專屬舞者

- 孫其君- 海岸自由式新書發表會-專屬舞者

- JR 紀言愷- 台北小巨蛋SUPER STAR體育表演會- 專屬舞者

- 王子邱勝翊-《ATTENTION》MV - 專屬舞者

- 王子邱勝翊– 完全娛樂- 專屬舞者

- 五月天- Hito 流行音樂獎- 專屬舞者

- 陳彥允– 新北耶誕城- 專屬舞者

- 王子邱勝翊– 我愛偶像- 專屬舞者

- 王子邱勝翊– Samsung 記者會- 專屬舞者

- 周定緯-《魔範生》MV -專屬舞者

- 周定緯- 台中尾牙-專屬舞者

- 羅志祥- 武漢《Crazy world 》瘋狂世界巡迴演唱會- 舞者

- DJ圓圓-《Boom Boom Queen》MV -專屬舞者

- 林志穎-《一步之遙》澳門全球華語榜中榜-專屬舞者

- 羅志祥- 优酷《這！就是街舞》隊長大秀- 專屬舞者[6]

- 王子邱勝翊–小巨蛋紅白藝能大賞- 專屬舞者

- 周定緯『魔範生』新歌宣傳- 專屬舞者

- 羅志祥- 廈門《Crazy world 》瘋狂世界巡迴演唱會- 舞者

- 林志穎-《一步之遙》台北小巨蛋Hito流行音樂獎- 舞者

- 創造力C.T.O -《C.T.O 》MV 拍攝- 專屬舞者

- 鄭秀文-《Creo en Mi》MV 拍攝- 專屬舞者

- NEWART -《3度Ｃ噴噴舞》宣傳影片– 導演兼編舞老師

- 胡鬧一番– 宜蘭音浪頭城開場嘉賓- 專屬舞者

- 毛弟邱宇辰– 宜蘭音浪頭城- 專屬舞者

- 胡鬧一番– 花蓮夏戀嘉年華開場嘉賓- 專屬舞者

- Shiny呂程程-《你是幾零後》MV 拍攝- 專屬舞者

- TVBS - 女人我最大- 達人來inder - 嘉賓

- 羅志祥– 重慶LIVE for LOVE 活動嘉賓- 專屬舞者

- 羅志祥– 湖南衛視七夕愛情歌會節目- 專屬舞者

- 羅志祥– 蒙古宮園野2018 超級演唱會- 專屬舞者

- 謝文柯– 成都個人專場演舞會– 特別嘉賓演出

- 羅志祥–蘇州榮耀盛典音樂祭- 專屬舞者

- 楊洋– 成都自在YOUNG《2018生日會》- 專屬舞者

- 毛弟邱宇辰–娛樂百分百Fire主持棒– 編舞老師兼專屬舞者

- 王子邱勝翊– Watsons 寵i會員10週年音樂派對- 專屬舞者

- Shiny呂程程– 專輯首唱會閃亮亮旅程- 專屬舞者

- 羅志祥–上海天貓雙11狂歡夜- 專屬舞者

- 羅志祥– 2019湖南衛視跨年演唱會- 專屬舞者

- 羅志祥– 2019超級巨星紅白藝能大賞- 專屬舞者

### EP
- 2019年7月26日發行個人EP《信 自己》[7]

## 舞蹈合作藝人
- 羅志祥

- 周定緯

- 林志穎

- 創造力C.T.O

- keone & mari

- 陳彥宇

- 孫其君

- JR紀言愷

- GTM

- 鄭秀文

- 毛弟邱宇辰

- 胡鬧一番

- Shiny呂程程

- TITAN泰坦

- 五月天

- 周湯豪

- 王子邱勝翊

## 舞蹈比賽經歷
- 台北花博世界表演甄選賽-冠軍

- IP盃Krump Battle 第二季積分爭霸賽

- IP盃Krump Battle 第三季積分爭霸賽

- IP頂上對決Krunp best- 16強

- 愛show舞林帖-舞王比賽-優勝

- 西門電影公園FreeParty Krump best - 16強

- 基隆市政府活動中心

- 我是帥哥Free Style Battle - 16強

- 第二十屆台大盃熱舞大賽

- Shooting Arts – 12強

- 台灣第一屆Hip Hop International Taiwan

- Mega Crew 金獎冠軍

- 新北Fun街頭街舞A組- Dirty CH 16強

- 优酷『這！就是街舞』Street Dance 全國40強

- 第二十四屆台大盃熱舞大賽- 陸叔叔– 8強

## 舞蹈風格
舞齡：10年（2008至今），擅長舞風：Urban、Krump、Hip-Hop、Swag、Foot work，舞蹈教學經歷：高雄中華藝術學校、Amuse、Showbiz、中壢青蛙教室、Vaste、First place、Jimmy dance、HRC Dance、The Best Crew、Dance soul。

## 外部連結
- 徐少麟Shaw Lin的facebook粉絲專頁

- 徐少麟的Instagram

- 徐少麟Shaw_lin的新浪微博